# Formophora kohozana
Formophora kohozana är en insektsart som beskrevs av Matsumura 1942. Formophora kohozana ingår i släktet Formophora och familjen spottstritar. Inga underarter finns listade i Catalogue of Life.